# Pietrarubbia
Pietrarubbia är en kommun i provinsen Pesaro e Urbino i regionen Marche i Italien. Kommunen hade 647 invånare (2018).